# Rallus
Rallus és un gènere d'ocells de la família dels ràl·lids (Rallidae). Aquests rasclons habiten a les zones humides d'ambdues Amèriques, Euràsia i Àfrica. Als Països Catalans hi habita el rascló, que dona nom comú a moltes espècies de la família.

## Llista d'espècies
Aquest gènere està format per 14 espècies:
- rascló austral (Rallus antarcticus).[3]
- rascló occidental (Rallus aquaticus).[4]
- rascló africà (Rallus caerulescens).
- rascló sorollós (Rallus crepitans).
- rascló elegant (Rallus elegans).
- rascló oriental (Rallus indicus).
- rascló de Virgínia (Rallus limicola).
- rascló de l'Equador (Rallus aequatorialis).
- rascló gris (Rallus longirostris).
- rascló de Madagascar (Rallus madagascariensis).
- rascló de Ridgway (Rallus obsoletus).
- rascló de Bogotà (Rallus semiplumbeus).
- rascló de Mèxic (Rallus tenuirostris).
- rascló de Wetmore (Rallus wetmorei).

Hi ha a més un bon nombre de fòssils assignats al gènere Rallus, entre ells el rascló d'Eivissa (Rallus eivissensis).